# Кобер, Амели
Амели Кобер (нем. Amelie Kober, род. 16 ноября 1987, Бад-Айблинг, Германия) — немецкая сноубордистка, выступающая в параллельном гигантском слаломе и параллельном слаломе.